# 漢文讀本
《漢文讀本》是日治時期臺灣總督府所編纂的漢文教科書。1905年發行《臺灣教科用書－漢文讀本》，1919年再次頒布新訂《公學校用漢文讀本》，二者皆為配合當時公學校的「漢文科」學制而編纂，各出版六卷。《漢文讀本》除用於公學校的漢文教育外，總督府亦透過行政命令要求民間書房以此取代傳統的《三字經》等儒家啟蒙經典。在《漢文讀本》頒行以前，公學校亦以四書五經作為漢文教育的教材，然而這類經典艱澀難懂且疏離學童日常生活，因而編訂平易近人且刪除不常用漢字的《漢文讀本》。然而，《漢文讀本》並非以臺語或客家語作為授課語言，而是以日語訓讀的方式授課。1918年，總督府減少漢文科授課時數，因此隔年便改採用內容較少的《公學校用漢文讀本》取代原本的《臺灣教科用書－漢文讀本》，直至1937年總督府全面廢止漢文科教育。

## 版本變革
於1905年編訂的《臺灣教科用書－漢文讀本》，其內容多為灌輸大和思想的課文，且其內容又與國語課本（此國語係指日語）完全一致，故於民間書房的推廣效果不彰。1919年，為解決此問題，總督府重新編訂了《公學校用漢文讀本》。根據總督府《公學校用漢文讀本編纂意見書》之統計，新版《漢文讀本》比舊版讀本多出了28篇實用課文，如消息文、商業用文等。

## 課文內容
《漢文讀本》課文內容多為近代科學文明，介紹火車、汽船、電燈、瓦斯、電線、公園、博物館和動物園等近代化科技，展現大日本帝國內地的進步與繁榮。相對西方文明的介紹，日本精神的內容較為少數。近代化設施除硬體之外，課文亦導入許多近代化的制度與觀念，如貯金、時辰儀（時鐘）、病從口入、郵便局（郵局）等等。除近代化文明的輸入，道德教育也是《漢文讀本》的一個重要教學領域，以類似寓言形式的課文培養臺灣兒童遵循家庭道德、建立公德心、重視社會規範等。此外，《漢文讀本》亦介紹學童關於臺灣本土的物產和文化風俗，貼近學生的日常生活。此類課程介紹「臺灣」、「樟腦」、「蔗及糖」以及各式風土民情等，使學童了解自己生長的故鄉、故鄉物產等；此外也批評纏足、吸食鴉片等惡習，提供學童省思，並藉學校教育帶動民俗改革。介紹中國事物的課文偏少，其目的是減少臺灣人的漢民族認同，僅收錄朱成功、論語、孔子等代表人事物。當然，讀本中絕對不會缺少灌輸日本天皇思想與人事物的課文，為推行皇民化的方式之一，以形塑台灣人成為日本人的一分子；如大日本、我國（即日本）、天長節、紀元節等關於日本事物與節日的課文。除上述內容之外，尚有實業（如商賣、工業、雜貨商、農工商等）、應用文、自然科學（如菊花、驟雨、螢、水等）等方面的課文，內容相當多元化。

## 影響層面

### 和製漢語
在兩套《漢文讀本》中，皆採用了許多日式漢語，透過公學校教育，使臺灣學生將這些用詞融入其日常生活中，成為臺語的詞彙組成之一。這些日語借詞有些仍沿用至今，有些則已鮮為人知，但對於當時乃至今日的臺灣人與臺灣語言的發展仍是有一定的影響力。在《漢文讀本》出現且較常見的和製漢語有郵便局（郵局）、銀行（gîn-hâng）、勉強（bián-kióng，讀書）、工事（kang-sū，工程）、會社（huē-siā，公司）等等。此外，尚有一些現今已不常用者，如：切手（tshiat-tshiú，郵票）、辯護士（piān-hōo-sū，律師）、家政（ka-tsìng；家事）等等。藉由此類日式漢語的引入，增加當時臺灣人對於近代化事物的吸收學習與本土語言詞彙的增長。